# Lamawara
Lamawara is een bestuurslaag in het regentschap Lembata van de provincie Oost-Nusa Tenggara, Indonesië. Lamawara telt 367 inwoners (volkstelling 2010).